# ウェイトサイクリング
ウェイトサイクリング（Weight cycling）とは、ダイエット中に体重の増減を繰り返す現象。ヨーヨーの上下運動にたとえ、ヨーヨー効果（yo-yo effect）、ヨーヨーダイエット（yo-yo dieting）とも言う。

## 概要

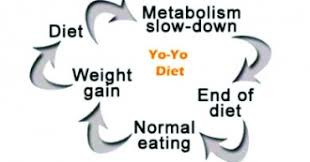
ダイエットのヨーヨーサイクル。ダイエット→停滞期→ダイエット終了→普通に食べる→太る→またダイエット

ヨーヨーダイエットでは、一時的に体重が減ったことにより、ダイエットが成功したかのように錯覚してしまうが、極端な食事制限などを行うヨーヨーダイエットの性質上、継続することが不可能であるため、空腹やイライラのためにダイエットを断念してしまい、体重が元に戻ることが多い。その後、ダイエットをする人は元に戻った体重を減らそうとするため、このサイクルが再び始まる。
ヨーヨーダイエットでは、体が飢餓モードにあることを知らせる信号を繰り返し送信するため、どんどん脂肪を蓄える方向で体が学習してしまい、その後の肥満のリスクが高まる。その結果、生命維持器官への負担を増大させ、心代謝性疾患を引き起こす可能性がある。
一方、ボディビルディングや競技の上での目的のために、意図的にウェイトサイクリングを行う人もいる。

## 原因

### ダイエット
ダイエットでヨーヨー効果が発動する理由はさまざまであるが、よくあるのが、極端すぎて継続が不可能なほどの低カロリーダイエットをしている場合である。ダイエットをする人は、最初のうちは、減った体重を考えて高揚感を感じたり、ジャンクフード、デザート、スイーツなどの特定の食品を我慢できる自制心を誇りに思うかもしれない。しかし、時間が経つにつれて、そのような極端なダイエットによって課せられる制限は、うつ病や疲労などの影響を引き起こし、ダイエットを継続できなくなる。最終的には、ダイエットをする人は以前の食習慣に戻り、「食事制限で体重を減らすことができなかった」という精神的影響も加わる。このような感情の状態により、多くの人はダイエット前よりも多く食べるようになり、特にジャンクフード、デザート、スイーツなどの「禁じられた」食べ物を食べてしまい、急速に体重が戻ってしまう。

### スポーツ
競技が体重別に分かれている場合や、美を競うスポーツなど、アスリートの体重が重要となる一部のスポーツでは、アスリートがウェイト・サイクリングに取り組むのが一般的である。ウェイト・サイクリングは、未成年者を含むコンバットスポーツのアスリートの間で一般的である。 ボディビルディングや筋力系のスポーツにおいては、カロリー余剰の状態で筋肉を増やす能力を高めるために意図的に体重を増やす期間と、その後に体脂肪の過剰な蓄積を防ぐために体重を減らす期間を周期的に繰り返す、ウェイト・サイクリングがよく使われる。

### メカニズム
ダイエット後に、体重、特に体脂肪が元に戻る過程は、骨格筋の高い代謝可塑性によってさらに促進される。Summermatterが提唱した「Summermatterサイクル」は、骨格筋がダイエット中のエネルギー消費を持続的に減少させる仕組みを説明している。栄養失調、がん、敗血症性ショック、AIDSなどによる体重減少の後に、優先的に脂肪が追いつくという形で体重が戻ることはよく知られており、体重減少に関連する一般的な現象である。
「Summermatterサイクル」によると、ダイエットや飢餓においては、まず初期に体重と脂肪組織が減少する。食事制限によって身体活動が増加し、ダイエット初期の体重減少がさらに促進される。やがて骨格筋の内部のエネルギーが枯渇すると、エネルギーを節約するために骨格筋での熱産生が最終的に抑制される。その後、エネルギーが回復すると、体重を回復するためにまず脂肪が蓄積される。筋肉内のエネルギーも回復し、急速に体重が元に戻る。骨格筋の熱産生の抑制に対抗し、エネルギー消費を増加させるには、運動するのが一番である。

## 健康への影響
ウェイトサイクリングは、身体への度重なる負担、代謝の混乱、重要な臓器へのストレスから、確実に健康に悪影響を及ぼす。
2019年のシステマティックレビューとメタアナリシスによると、「体重変動は、あらゆる死因と心血管疾患CVDによる死亡率の上昇、CVDと高血圧の罹患率の上昇と関連していた」。
2019年のレビューによると、自己申告によるウェイトサイクリングは子宮内膜がんのリスク上昇と相関していることが判明した。 ウェイトサイクリングは、その人が太りすぎかどうかとは無関係に、腎臓がんとも相関している。
2021年のシステマティックレビューとメタアナリシスでは、「ウェイトサイクリングは糖尿病の新規発症に関する強力な独立した予測因子」であることが判明した。
ウェイトサイクリングは、メンタルヘルスの悪化とも関連している。

## 参照
1. 1 2 3  Miles‐Chan, Jennifer L.; Isacco, Laurie (2021). “Weight cycling practices in sport: A risk factor for later obesity?”. Obesity Reviews 22 (S2):  e13188. doi:10.1111/obr.13188. PMID 33372395.
2. ↑  Montani, Jean-Pierre; Schutz, Yves; Dulloo, Abdul G. (2015). “Dieting and weight cycling as risk factors for cardiometabolic diseases: who is really at risk?: Weight cycling and cardiometabolic risks” (英語). Obesity Reviews 16:  7–18. doi:10.1111/obr.12251. PMID 25614199.
3. ↑  Mehta, Tapan; Smith, Daniel L.; Muhammad, Josh; Casazza, Krista (2014). “Impact of weight cycling on risk of morbidity and mortality: Weight cycling and mortality risk”. Obesity Reviews 15 (11):  870–881. doi:10.1111/obr.12222. PMC 4205264. PMID 25263568.
4. ↑  
Amigo, I.; Fernandez, C. (2007). “Effects of diets and their role in weight control”. Psychology, Health & Medicine 12 (3):  312–327. doi:10.1080/13548500600621545. PMID 17510902.
5. ↑  Lakicevic, Nemanja; Matthews, Joseph J.; Artioli, Guilherme G.; Paoli, Antonio; Roklicer, Roberto; Trivic, Tatjana; Bianco, Antonino; Drid, Patrik (2022). “Patterns of weight cycling in youth Olympic combat sports: a systematic review”. Journal of Eating Disorders 10 (1):  75. doi:10.1186/s40337-022-00595-w. PMC 9131524. PMID 35614520.
6. ↑  Matthews, Joseph J.; Stanhope, Edward N.; Godwin, Mark S.; Holmes, Matthew E.J.; Artioli, Guilherme G. (2019). “The Magnitude of Rapid Weight Loss and Rapid Weight Gain in Combat Sport Athletes Preparing for Competition: A Systematic Review”. International Journal of Sport Nutrition and Exercise Metabolism 29 (4):  441–452. doi:10.1123/ijsnem.2018-0165. PMID 30299200.
7. ↑  Aragorn, Alan A.; Schoenfeld, Brad. (2020). “Magnitude and Composition of the Energy Surplus for Maximizing Muscle Hypertrophy: Implications for Bodybuilding and Physique Athletes”. Strength and Conditioning Journal 42 (5):  79–86. doi:10.1519/SSC.0000000000000539.
8. 1 2  Summermatter, Serge; C. Handschin (November 2012). “PGC-1α and exercise in the control of body weight”. International Journal of Obesity 36 (11):  1428–1435. doi:10.1038/ijo.2012.12. PMID 22290535.
9. ↑  Zou, Huajie; Yin, Ping; Liu, Liegang; Liu, Wenhua; Zhang, Zeqing; Yang, Yan; Li, Wenjun; Zong, Qunchuan et al. (2019). “Body-Weight Fluctuation Was Associated With Increased Risk for Cardiovascular Disease, All-Cause and Cardiovascular Mortality: A Systematic Review and Meta-Analysis”. Frontiers in Endocrinology 10:  728. doi:10.3389/fendo.2019.00728. PMC 6856014. PMID 31787929.
10. ↑  Zhang, Xiaochen; Rhoades, Jennifer; Caan, Bette J; Cohn, David E; Salani, Ritu; Noria, Sabrena; Suarez, Adrian A; Paskett, Electra D et al. (2019). “Intentional weight loss, weight cycling, and endometrial cancer risk: a systematic review and meta-analysis”. International Journal of Gynecologic Cancer 29 (9):  1361–1371. doi:10.1136/ijgc-2019-000728. PMC 6832748. PMID 31451560.
11. ↑  Lee, Dong Hoon; Keum, NaNa; Rezende, Leandro F. M.; Tabung, Fred K.; Hong, SungEun; Giovannucci, Edward L. (2021). “Association between weight cycling and risk of kidney cancer: a prospective cohort study and meta-analysis of observational studies”. Cancer Causes & Control 32 (9):  1029–1038. doi:10.1007/s10552-021-01455-9. PMID 34089471.
12. ↑  Zou, Huajie; Yin, Ping; Liu, Liegang; Duan, Wu; Li, Pu; Yang, Yan; Li, Wenjun; Zong, Qunchuan et al. (2021). “Association between weight cycling and risk of developing diabetes in adults: A systematic review and meta‐analysis”. Journal of Diabetes Investigation 12 (4):  625–632. doi:10.1111/jdi.13380. PMC 8015818. PMID 32745374.
13. ↑  Hankey, Catherine (2022). “Weight Loss Maintenance and Weight Cycling” (英語). Clinical Obesity in Adults and Children (1 ed.). Wiley. pp. 306–313. ISBN 978-1-119-69527-1